# Douglass North
Douglass C. North (n. 5 noiembrie 1920, Cambridge, Massachusetts, SUA – d. 23 noiembrie 2015, Benzonia⁠(d), Comitatul Benzie, Michigan, SUA) a fost un economist american. În anul 1993 a câștigat împreună cu Robert W. Fogel Premiul Nobel pentru cercetări în istoria economiei prin aplicarea teoriilor economice și a metodelor cantitative pentru explicarea schimbărilor economice și instituționale.

## Principalele lucrări
- Institutional Change and American Economic Growth, Cambridge University Press, 1971 (with Lance Davis).
- The Rise of the Western World: A New Economic History, 1973 (with Robert Thomas).
- Growth and Welfare in the American Past, Prentice-Hall, 1974.
- Structure and Change in Economic History, Norton, 1981.
- Institutions, Institutional Change and Economic Performance, Cambridge University Press, 1990 (Instituții, schimbare instituțională și performanță economică, Ed. Știina, Chișinău, 2003)
- Empirical Studies in Institutional Change, Cambridge University Press, 1996 (edited with Lee Alston & Thrainn Eggertsson).
- Understanding the Process of Economic Change, Princeton University Press, 2004.